# 新英格兰银行
新英格蘭銀行（英語：Bank of New England Corporation）是一所美國銀行，总部设在麻省的波士顿。在鼎盛时期曾是美國第18大银行，拥有超过470家分公司。1991年被美國聯邦存款保險公司敕令破產清算。